# Seoul National University Hospital
Das Seoul National University Hospital (SNUH) ist das Universitätsklinikum der Seoul National University. Es ist eines der ältesten und größten Krankenhäuser in Südkorea. Obwohl das Klinikum um weitere drei Zweigkliniken Boramae, Bundang und Gangnam verfügt, wird mit Seoul National University Hospital generell die Hauptklinik gemeint, die sich in Yeongeon-dong, Jongno-gu, im Stadtkernbereich von Seoul befindet.

## Hauptklinik

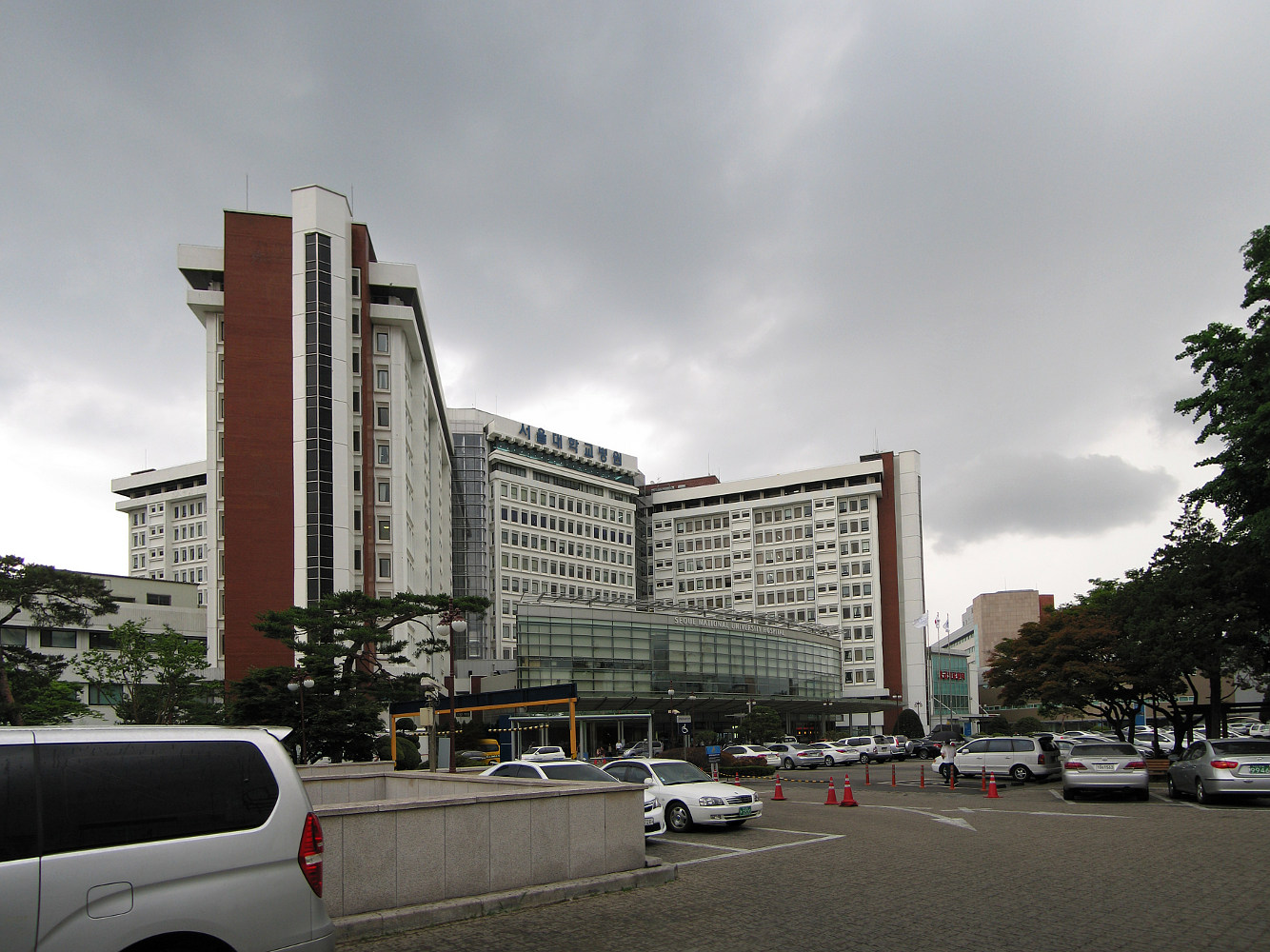
Hauptklinik in Yeongeon-dong

Die Hauptklinik des Seoul National University Hospitals befindet sich innerhalb des Campus Yongon, der bereits seit 1946 die medizinische Fakultät der Seoul National University beherbergt. Der Campus ist benannt nach dem Stadtviertel Yeongeon-dong im Stadtbezirk Jongno-gu, in dem sich der Campus befindet. Als Standort bekannter als diese Verwaltungsbezeichnung ist das naheliegende Theater- und Kulturviertel Daehangno, unter anderem auch, da die Bezeichnung Daehangno (대학로, 大學路) so viel wie Universitätsstraße bedeutet. Der Campus umfängt eine Fläche von 91.000 ㎡ und 27 Gebäude.
Die Klinik allein nimmt eine Fläche von 88.146 ㎡ des Geländes ein und das Klinikgebäude umfängt eine Raumfläche von 237.244 ㎡.
Über 5.948 Vollkräfte versorgten im Jahre 2013 insgesamt 628.627 Patienten stationär und 2.168.055 Patienten ambulant. Die Anzahl der durchgeführten Operationen betrug 55.052

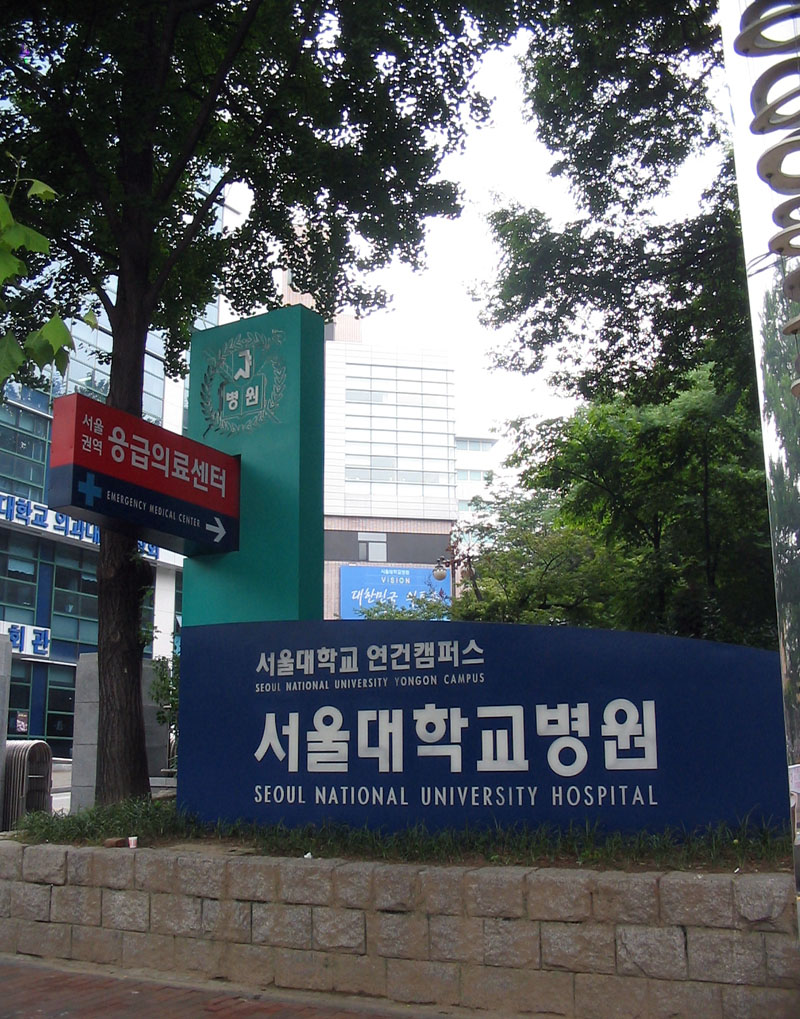
Eingang
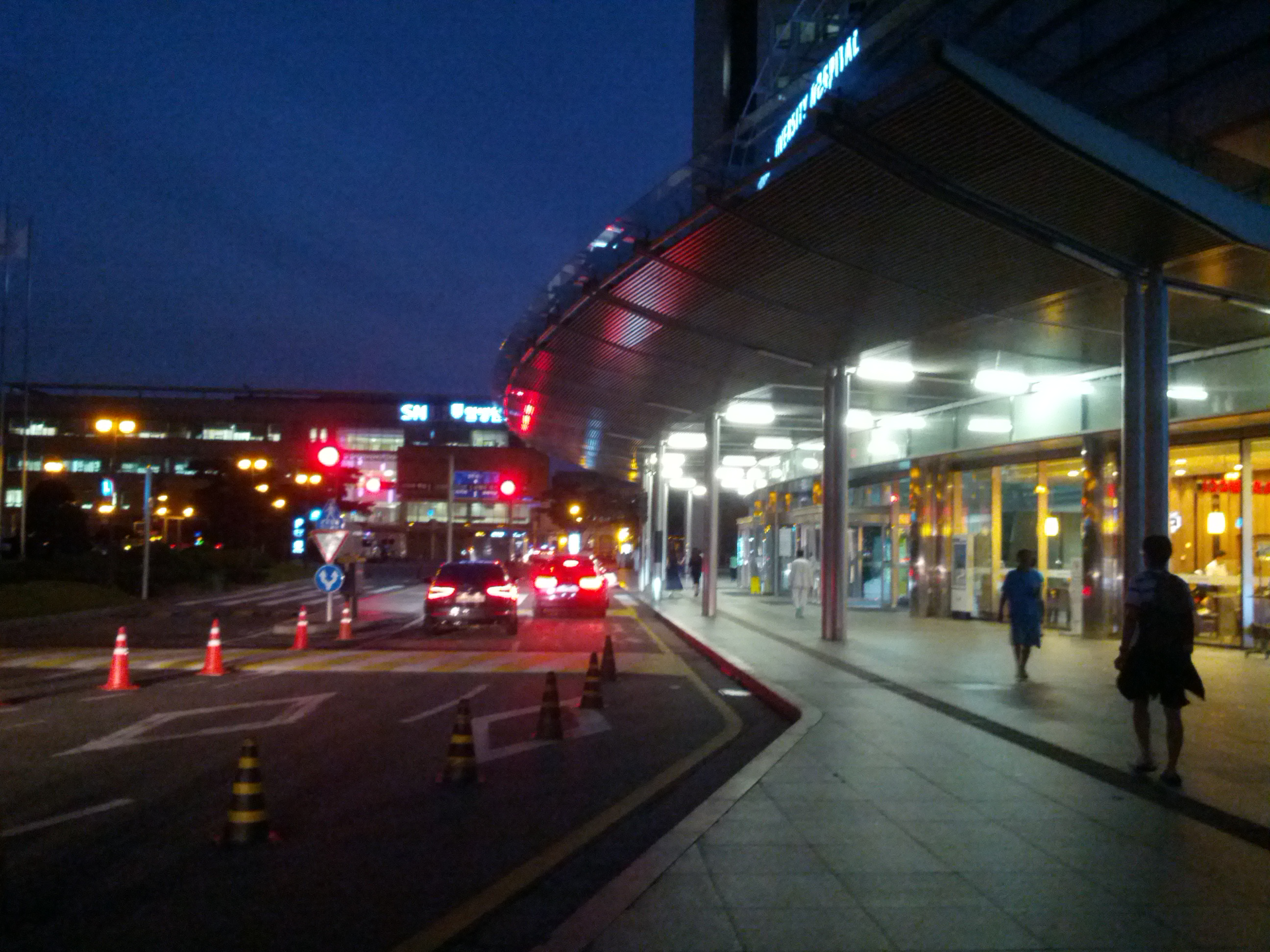
Hauptgebäude
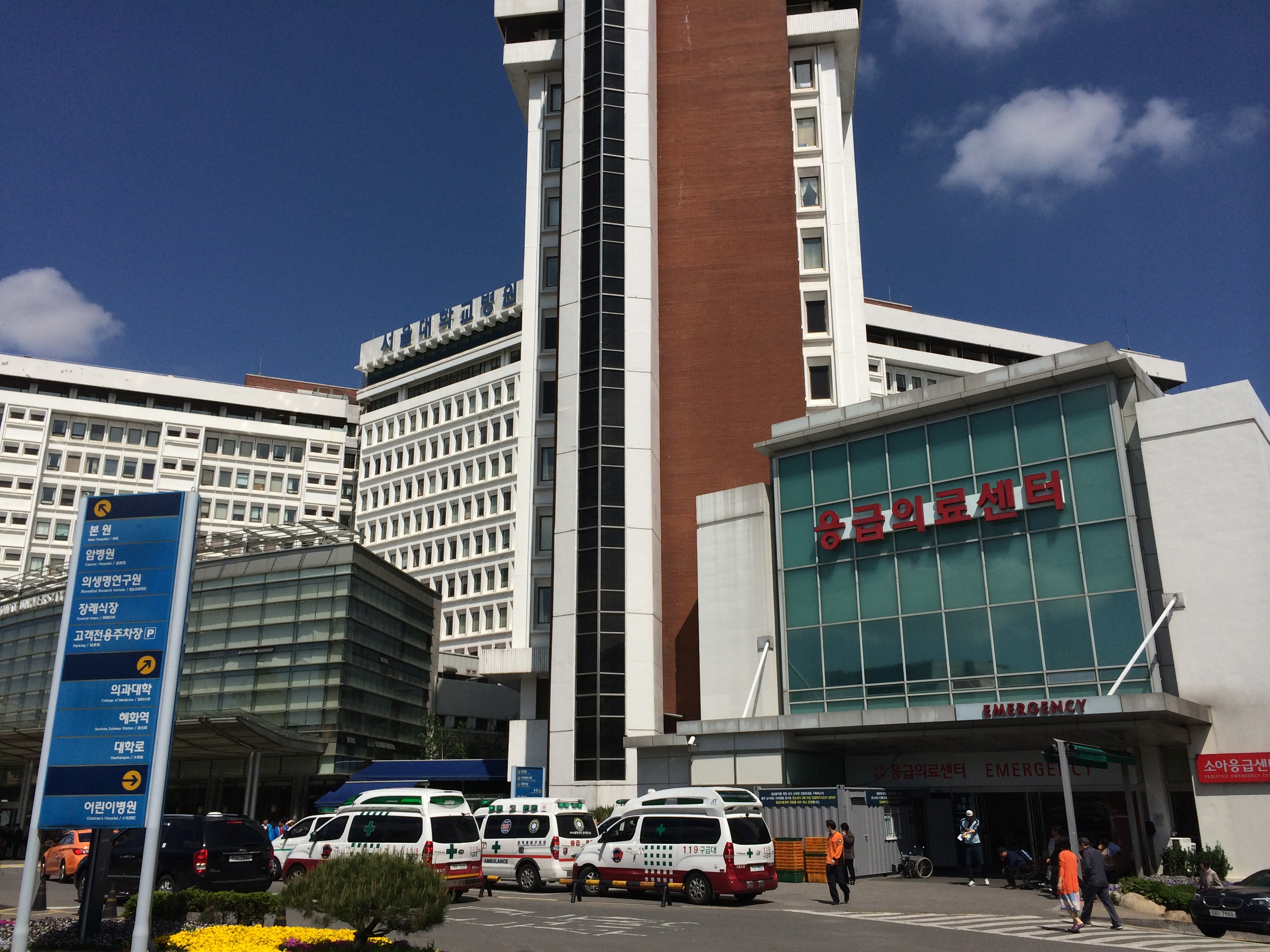
Notaufnahme
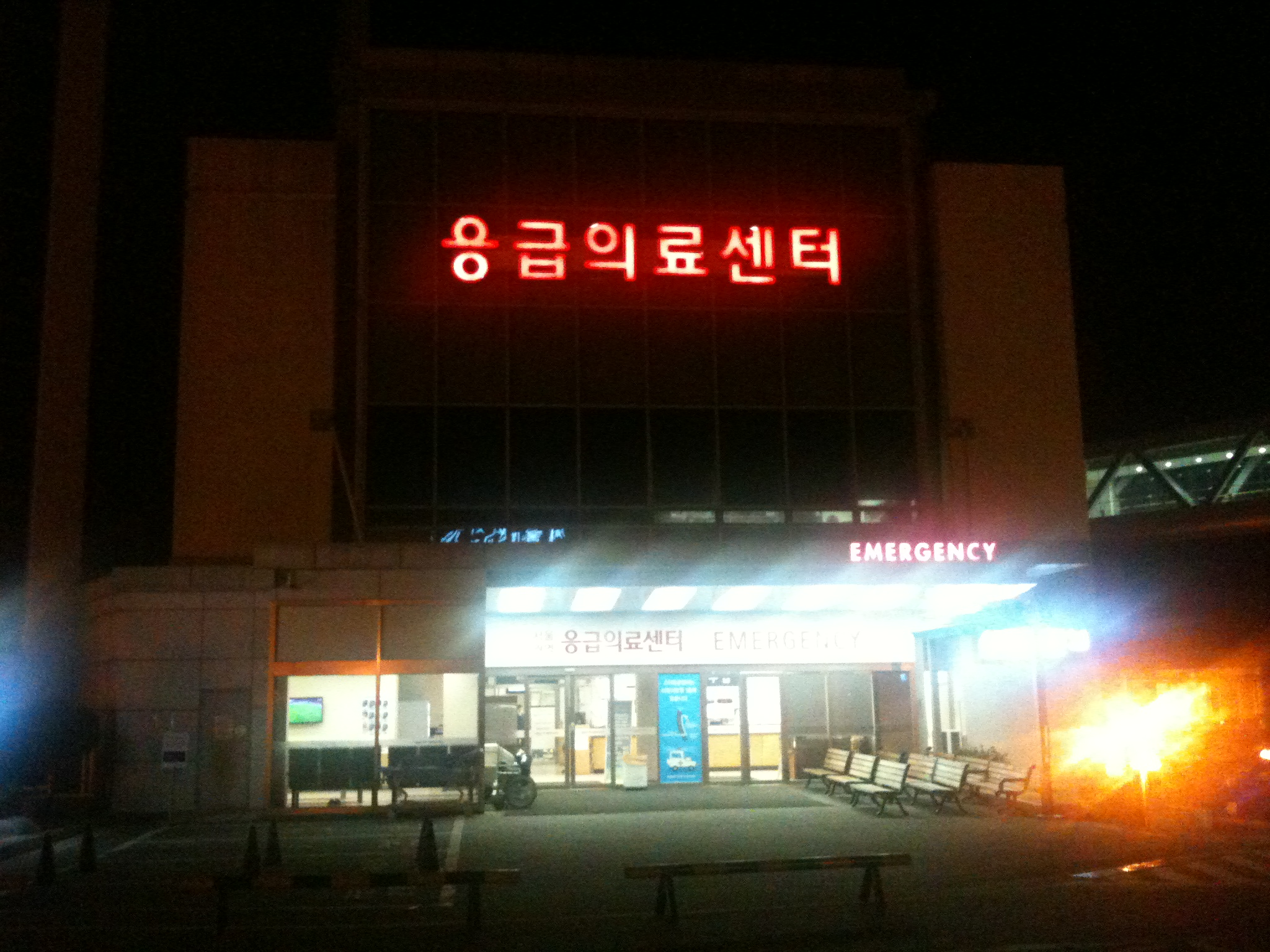
Notaufnahme nachts
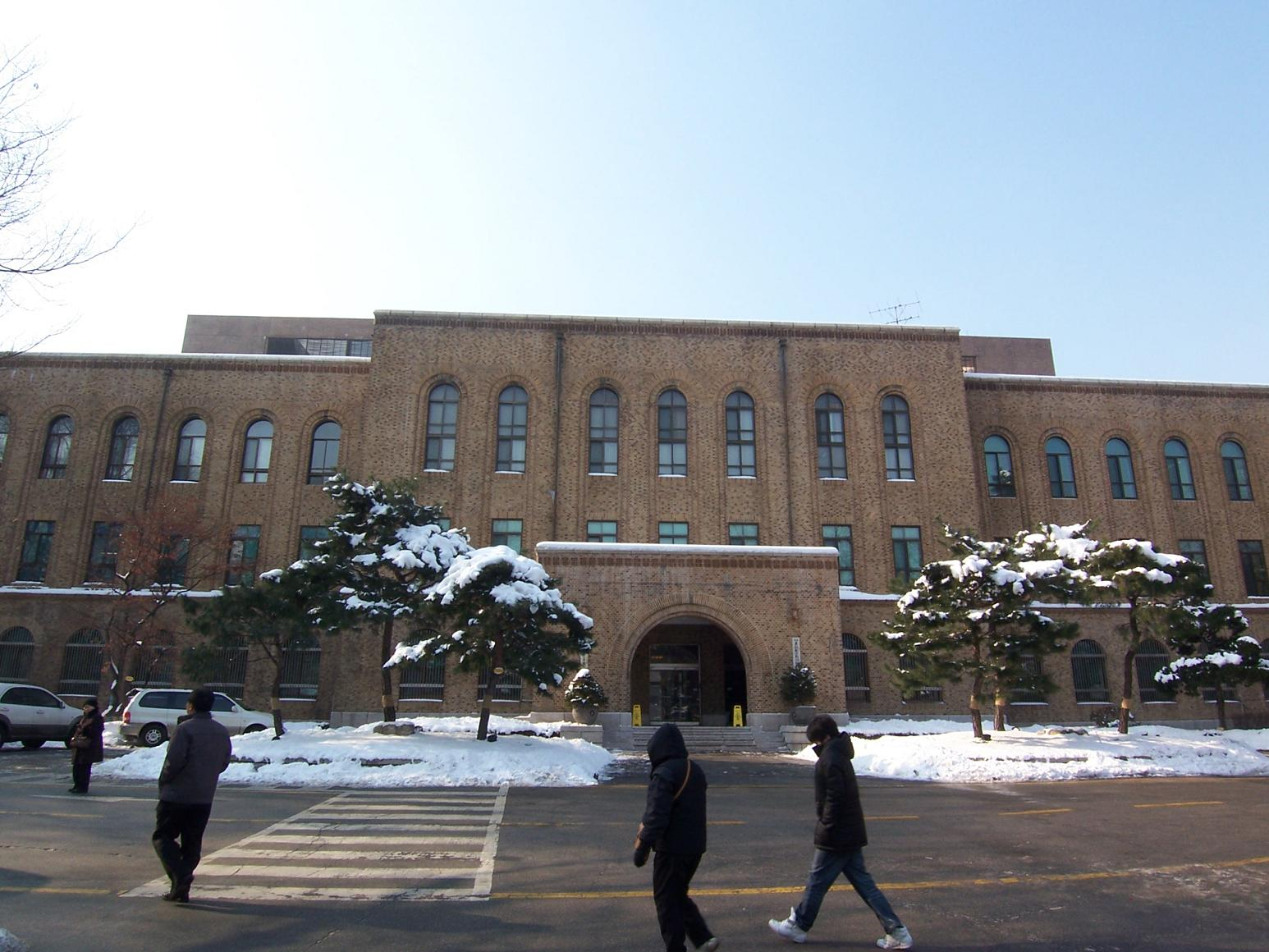
Universitätsgebäude
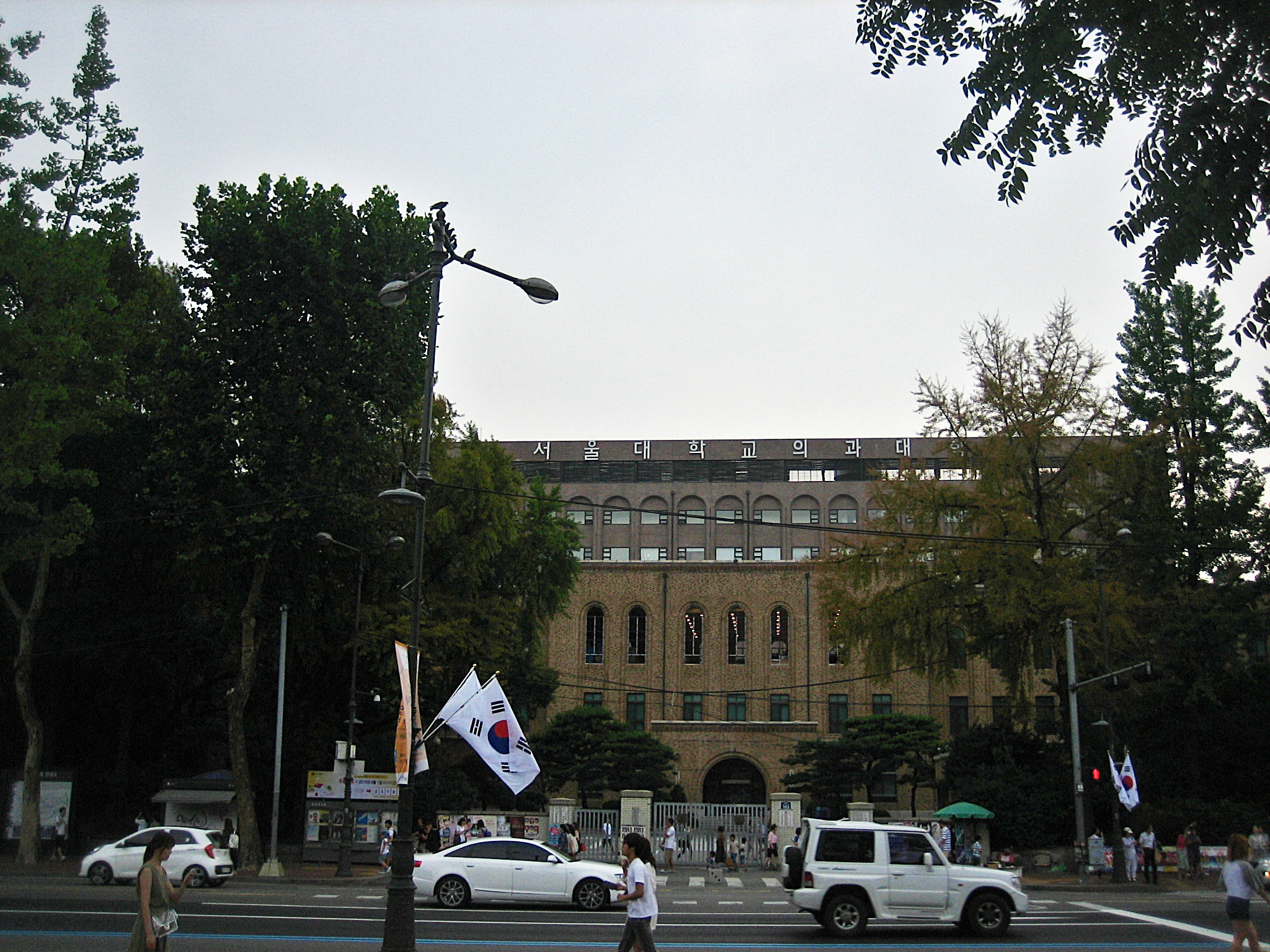
College of Medicine von Daehangno aus gesehen

## Zweigkliniken
Obwohl das Seoul National University Hospital dem Umfang gemäß bereits eines der größten Krankenhäuser ist, wird es anhand Zweigkliniken erweitert.
Das Boramae Hospital eröffnete 1991. Diese Klinik wurde ursprünglich 1955 als Städtisches Hospital Yeongdeungpo gegründet. 1987 erwarb das SNUH die Betriebsrechte und seitdem ist es Zweigklinik des SNUH.
Das Bundang Hospital und das Healthcare System Gangnam Center bestehen seit 2003. Das Bundang Hospital wurde in der Planstadt Bundang in der Provinz Gyeonggi-do errichtet. Das Gangnam Center ist eine Einrichtung, die sich auf die Diagnostik und Präventivmedizin konzentriert, und ist somit keine allgemeine Klinik. Sie liegt an der U-Bahn-Haltestelle der Linie 2 Yeoksam Station.
| Klinik                                           | Standort             | Typ                          | Notaufnahme |
| ------------------------------------------------ | -------------------- | ---------------------------- | ----------- |
| Seoul National University Hospital (Hauptklinik) | Jongno-gu, Seoul     | Allgemeine Klinik            | Ja          |
| SNU Bundang Hospital                             | Bundang-gu, Seongnam | Allgemeine Klinik            | Ja          |
| SNU Boramae Hospital                             | Dong-jak-gu, Seoul   | Allgemeine Klinik            | Ja          |
| SNU Healthcare System Gangnam Center             | Gangnam-gu, Seoul    | Diagnostik, Präventivmedizin | Nein        |